# Streith
Streith (auch Streit) ist eine Ortschaft und eine Katastralgemeinde der Marktgemeinde Langschlag im Bezirk Zwettl in Niederösterreich.
Die Ortschaft hat 50 Einwohner (Stand 1. Jänner 2024)  und liegt nördlich von Langschlag an der Landesstraße L7279. Zum Katastralgemeindegebiet zählt auch die Einzellage Streithhof, die Europäische Hauptwasserscheide verläuft nördlich des Ortes.

## Geschichte
Der Ort wird spätestens 1553 zum ersten Mal schriftlich erwähnt.
Im Eintrag der Josephinischen Fassion aus Jahre 1786/87 gab es im heutigen Ort 12 Häuser.
Im Jahr 1822 wurde der Ort als Dorf mit 13 Häusern genannt, das nach Langschlag eingepfarrt war, wohin auch die Kinder eingeschult wurden. Die Herrschaft Großpertholz besaß die Ortsobrigkeit und besorgte die Konskription. Die Landgerichtsbarkeit wurde von der Herrschaft Weitra ausgeübt. Die Untertanen und Grundholde des Ortes gehörten der Herrschaft Großpertholz.
Nach der Entstehung der Ortsgemeinden 1849 wurde der Ort eine Katastralgemeinde der Ortsgemeinde Langschlag.
Am 27. September 1883 wird der Ort durch Abspaltung von der Gemeinde Langschlag eine Katastralgemeinde der Gemeinde Stierberg.
Laut Adressbuch von Österreich waren im Jahr 1938 in der Ortsgemeinde Streith ein Viehhändler und einige Landwirte mit Direktvertrieb ansässig.
1956 wird die Kapelle im Ort errichtet.
Im Zuge der Niederösterreichischen Kommunalstrukturverbesserung wurde der Ort durch die Auflösung der Gemeinde Stierberg am 1. Januar 1967 ein Teil der Gemeinde Langschlag.

## Siedlungsentwicklung
Zum Jahreswechsel 1979/1980 befanden sich in der Katastralgemeinde Streith insgesamt 19 Bauflächen mit 8.637 m² und 7 Gärten auf 380 m², 1989/1990 gab es 19 Bauflächen. 1999/2000 war die Zahl der Bauflächen auf 69 angewachsen und 2009/2010 bestanden 39 Gebäude auf 68 Bauflächen.

## Bodennutzung
Die Katastralgemeinde ist landwirtschaftlich geprägt. 117 Hektar wurden zum Jahreswechsel 1979/1980 landwirtschaftlich genutzt und 56 Hektar waren forstwirtschaftlich geführte Waldflächen. 1999/2000 wurde auf 113 Hektar Landwirtschaft betrieben und 59 Hektar waren als forstwirtschaftlich genutzte Flächen ausgewiesen. Ende 2018 waren 107 Hektar als landwirtschaftliche Flächen genutzt und Forstwirtschaft wurde auf 63 Hektar betrieben. Die durchschnittliche Bodenklimazahl von Streith beträgt 16,5 (Stand 2010).